# Марија Илић
Марија Илић (3. јун 1993), је свестрана српска фудбалерка која се добро сналази на свим позицијама. Наступа за ЖФК Спартак где игра на позицији штопера. 

## Каријера
У националном дресу је до сада одиграла 27 утакмица и постигла 2 гола. Дебитовала је 2008. године против Немачке за кадетску фудбалску репрезентацију Србије (У-17). Стандардна је чланица сениорске женске репрезентације Србије. 

## Награде и признања
Фудбалски савез Србије прогласио је за најбољу српску фудбалерку у 2014. години.

До сада има 5 титула државног првака, 4 титуле победника Купа, 4 учешћа у УЕФА Лиги шампиона и учешће на Европском првенству (У-19).